# Enzo Giacchero
Enzo Giacchero, nome di battaglia "Yanez" (Torino, 25 febbraio 1912 – Torino, 26 marzo 2000), è stato un partigiano e politico italiano.

## Biografia
Nato in una famiglia benestante torinese, da giovane frequenta il liceo classico d'Azeglio, dove ha come professore Augusto Monti, al d'Azeglio nasce l'amicizia con Giulio Einaudi, Vittorio Foa, Massimo Mila, Cesare Pavese, Renato Gualino, Tullio Pinelli, Salvatore Luria. Si laurea in ingegneria nel 1934 e diviene assistente alla cattedra di Scienza delle costruzioni al Politecnico.

### Nella seconda guerra mondiale
Con lo scoppio della seconda guerra mondiale si arruola nel genio ferrovieri, e nel 1942 entra come tenente paracadutista nel 187º Reggimento della divisione "Folgore", partecipa alla guerra in Africa. A El Alamein rimane ferito e gli viene amputata una gamba. Viene decorato con la medaglia d'argento al valor militare e promosso capitano per merito di guerra.

### Nella resistenza
Dopo l'8 settembre 1943 prende attivamente parte alla Resistenza italiana, nonostante la mutilazione, in qualità di vicecomandante di una formazione partigiana di ispirazione monarchica (6ª divisione autonoma alpina Asti). Con la liberazione viene nominato dal Comitato di Liberazione Nazionale prefetto di Asti; mantiene tale carica sino al 28 febbraio 1946, allorquando i prefetti politici vengono sostituiti da prefetti di carriera. Nel dopoguerra fu tra i fondatori della Federazione Italiana Paracadutismo Civile Sportivo, di cui fu anche presidente.

### Attività parlamentare
Il 2 giugno 1946 viene eletto come deputato nell'Assemblea Costituente per la Democrazia Cristiana. Nel 1948 fu eletto deputato alla Camera per la DC e fu dal gennaio al settembre 1952 vicepresidente del gruppo parlamentare Dc. Aderì presto al Movimento Federalista Europeo. È stato tra i promotori del Comitato Parlamentare Italiano per l'Unione Europea e per sei anni rappresenta l'Italia presso la Comunità Europea del Carbone e dell'Acciaio fino al 1959. Dal 1957 al 1960 fu Presidente dell'Unione Europea dei Federalisti e poi Direttore generale della Società per l'autostrada Torino-Piacenza (Satap) dal 1963 al 1968.
Ricoprì la carica di presidente dell'Unione Industriali di Asti dal 1971 al 1974. Nel 1975, per la sua volontà di far nascere "una organizzazione di Destra democratica", fu presidente della Costituente di destra per la libertà promossa dal MSI-DN, e nel gennaio 1977 fu tra i promotori di Democrazia Nazionale - Costituente di Destra, di cui fu presidente onorario. Nel 1979 con DN si candidò nei collegi senatoriali di Cuneo, Asti e Torino, ma ottenne percentuali risibili.